# Фінве
Фінве (англ. Finwë) — у легендаріумі Дж. Р. Р. Толкіна очільник нольдорів під час мандрівки на захід од Куівієнену, Король Нольдорів в Амані, батько Феанора, Фінґольфіна та Фінарфіна., загинув од рук Моргота у Форменосі. 

## Життєпис
Аби убезпечити ельфів-квендів, валари вирішили прикликати їх у Валінор. Аби переконати їх, Ороме обрав серед квендів посланців, які підуть у Валінор і говоритимуть від імені своїх народів. Ними стали Інґве, Фінве та Ельве. Побачивши красу Валінору та світло Дерев вони повернулись в Середзем'я і переконали свої роди рушити вслід за Ороме. Проте багато хто і залишився. Таким чином відбувся перший розкол ельфів.  
Народ Фінве звався нольдорами («мудрими») і вони виступили другим рушенням. Оселившись в Амані разом з ваньярами (народом Інґве) і частиною телерів (народом Ельве), вони отримали назву Калаквенди (Ельфи Світла або Високі Ельфи).  
У Валінорі Фінве:  
- правив у ельфійському місті Тіріон та був Королем нольдорів.
- У часи Розквіту Благословенного Краю, Фінве побрався з Міріель (але йменували її Сірінде) і в нього народився Куруфінве (проте мати звала його Феанором — Духом Вогню) — найстарший та найулюбленіший син. Проте, змарнівши, Міріель відійшла і Фінве довго тужив за нею.
- Невдовзі Фінве взяв за другу дружину Індіс Прекрасну, яка походила з роду ваньярів. Вона породила йому двох синів — Фінґольфіна та Фінарфіна. Батькове одруження не втішало Феанора і він не вельми любив Індіс а також своїх зведених братів, тому він жив окремо. Причину нещастям, в яких Феанор відігравав провідну роль, чимало хто вбачає у внутрішніх чварах Дому Фінве, гадаючи що якби Фінве і далі тужив за Міріель і виховував єдиного сина, майбутньому лихові можна було би зарадити.
- Згодом, через чвари між братами, Феанору наказали не з'являтись в Тіріоні протягом 12 літ. Збудувавши твердиню Форменос, Феанор пішов у вигнання разом зі своїми синами. Фінве теж подався за сином, залишивши управління Тіріоном на Фінґольфіна.
- Невдовзі валари влаштували свято і Феанор поїхав, а Фінве залишився у Форменосі. Саме цим і скористався Моргот, який увійшов у Дім Феанора і убив Фінве, таким чином, проливши першу кров у Благословенному Краї: бо Фінве єдиний не кинувся тікати зі страху перед Пітьмою. Смерть батька стала однією з причин проголошення горезвісної клятви Феанором.

Так закінчилось життя Короля нольдорів Фінве, батька трьох синів, які визначили долю Середзем'я.  

## Дім Фінве

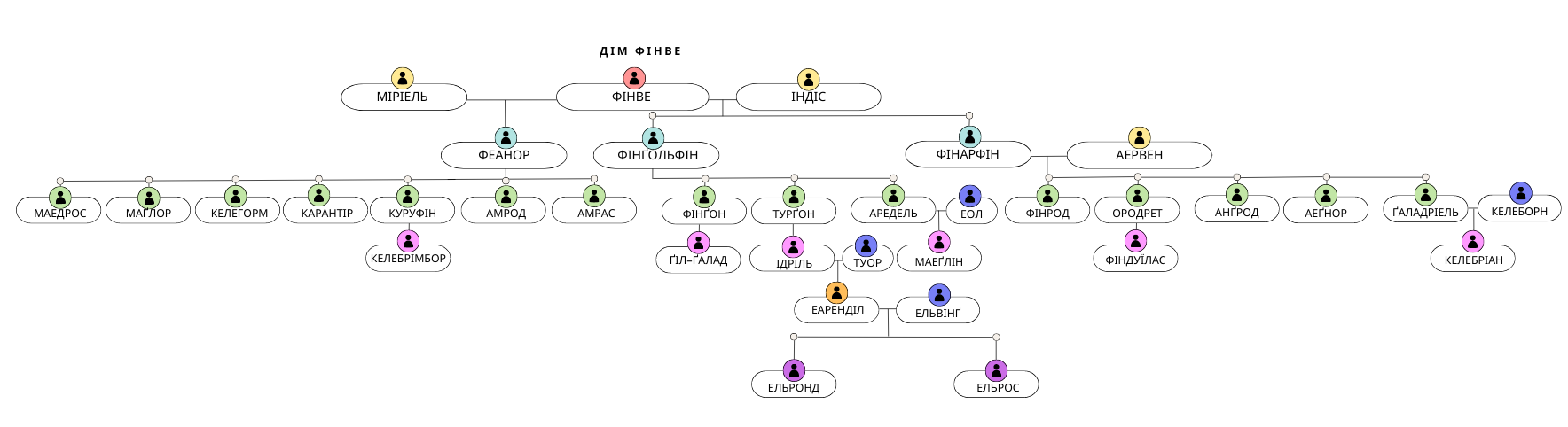